# Давиденков, Николай Николаевич
Никола́й Никола́евич Давиденков (1879, Рига — 1962, Ленинград) — советский учёный, физик, механик; академик, действительный член АН Украинской ССР (1939), доктор технических наук (1935), профессор (1925). Лауреат Сталинской премии (1943).

## Биография
Родился 14 (26) марта 1879 года в семье потомственного дворянина, преподавателя русских гимназий в Риге: Александровской и Ломоносовской, затем директора Смоленского реального училища — Николая Ивановича Давиденкова (1851—?). Мать происходила из рода Блюменталь. Дед — Иван Васильевич Давиденков — был учителем русского языка в Митавской гимназии. Младший брат — Сергей.
Детские и юношеские годы прошли в Смоленске, где он окончил в 1897 году Смоленскую классическую гимназию с золотой медалью. Впоследствии он с благодарностью вспоминал преподавателя физики и математики гимназии Б. А. Герна.
В 1902 году он окончил Петербургский институт инженеров путей сообщения. До 1909 года работал в различных должностях по Службе железнодорожных путей, а затем по приглашению профессора С. И. Дружинина перешёл в Санкт-Петербургский политехнический институт на должность лаборанта, занялся рационализацией методов изучения динамических свойств металлов. Вскоре он начал читать в институте курс «Сопротивления материалов».
В 1912 году он сделал свой первый доклад в Нью-Йорке на VI Международном конгрессе по испытанию материалов.
В 1918 году принял участие в организации Научно-экспериментального института путей сообщения в Москве (ныне Всероссийский научно-исследовательский институт железнодорожного транспорта), основал там механическую лабораторию. В 1919 году переехал в Харьков, затем — в Ростов-на-Дону, где работал инженером-путейцем. С 1920 года жил с семьёй в Киеве, был заведующим кафедры сопротивления материалов Киевского политехнического института. В 1921 году возвратился в Петроград. В 1923—1926 годах был профессором Московского института инженеров транспорта.
В 1925 году организовал в Ленинградском физико-техническом институте (ЛФТИ) отдел механических свойств металлов, одновременно в Ленинградском политехническом институте (ЛПИ) на физико-механическом факультете создал кафедру и специализацию «физическое металловедение», которыми руководил почти до конца жизни. В 1938 году получил учёную степень доктора технических наук (без защиты диссертации). В 1939 году был избран действительным членом АН УССР.
После начала Великой Отечественной войны, в 1942 году был эвакуирован из Ленинграда в Москву и до осени 1945 года был научным руководителем механической лабораторией ВИАМа, а также участвовал в работах Института машиноведения АН СССР. После возвращения в Ленинград все последующие годы проработал в ЛФТИ и ЛПИ. Вошёл в Первоначальный состав Национального комитета СССР по теоретической и прикладной механике (1956).

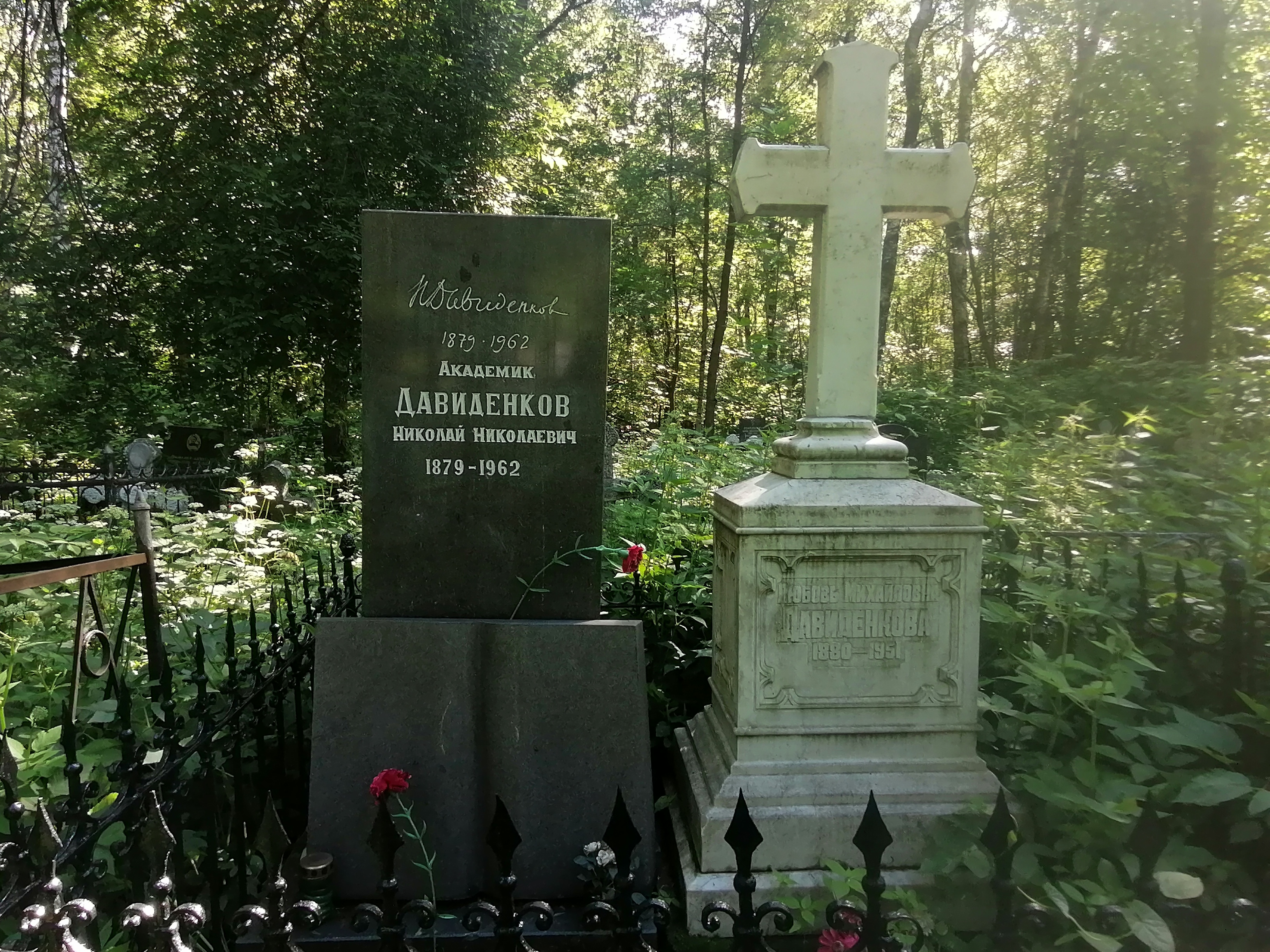
Могила на Большеохтинском кладбище

Умер 29 сентября 1969 года. Похоронен на Большеохтинском кладбище (Ирбитская дорожка) в Санкт-Петербурге.

## Научные труды
Основные труды посвящены изучению механических свойств металлов, поведению при больших скоростях (ударных нагрузках), изучал пластическую деформацию и прочность в сложном напряженном состоянии. Он создал механическую теорию хладноломкости металлов, ввёл понятие «хрупкой прочности». Развил значение «сериальных» испытаний для определения критической температуры хрупкости, разработал методику исследования остаточных напряжений и предложил способы борьбы с ними. Занимался исследованием усталости металлов, природы усталомерного разрушения, плоского напряженного состояния и пр. Автор «струнного» метода измерения деформаций и напряжений, позволившего впервые измерить величину горного давления в туннелях.

## Награды и премии
- Премия Российской академии наук (1913) — за труд «Каменные материалы на русских шоссейных дорогах»
- Премия имени Д. И. Менделеева (1935) — за разработку и внедрение струнного метода дистанционного исследования напряжений и деформаций
- Сталинская премия II степени (22 марта 1943) — за многолетние выдающиеся работы в области науки и техники[4]
- Орден Ленина (1953)
- 2 ордена Трудового Красного Знамени (16 сентября 1945; 21 марта 1959)